# Hans Wyprächtiger
Hans Wyprächtiger (* 29. September 1929 in Basel; † 6. Mai 2006 in Prien am Chiemsee) war ein Schweizer Schauspieler.

## Biografie
Wyprächtiger studierte zunächst Germanistik in Zürich und besuchte gleichzeitig eine Schauspielschule in Zürich. 1950 verlagerte er seinen beruflichen Schwerpunkt ganz auf die Schauspielerei und gehörte 1953 zu den Mitbegründern des Ersten Zimmertheaters in Basel. 1954 erhielt er ein Engagement am Stadttheater Basel. Weitere Bühnenstationen waren u. a. Biel-Solothurn, Landshut, die Ruhrfestspiele Recklinghausen, Kassel, das Düsseldorfer Schauspielhaus (1960–1968), das Deutsche Schauspielhaus Hamburg, Berlin, Schwäbisch Hall, Ettlingen und das Schauspielhaus Zürich.
Ab Anfang der 1960er Jahre übernahm er zudem verstärkt Rollen in Film- und Fernseh-Produktionen. Dabei spielte der polyglotte Wyprächtiger unter der Regie zahlreicher europäischer Regie-Grössen wie Rainer Werner Fassbinder (Die Sehnsucht der Veronika Voss), Ronald Neame (Die Akte Odessa), Bille August (Das Geisterhaus), Roger Pigaut (Miss), Gérard Oury (Das As der Asse; mit Jean-Paul Belmondo in der Titelrolle) und Claude Berri (Lucie Aubrac).
Darüber hinaus absolvierte er zahlreiche Gastauftritte in Fernsehserien wie Diese Drombuschs, Der Alte, Die Schwarzwaldklinik und SOKO 5113. 1990 spielte er zudem die Hauptrolle als «Graf Wutz von Wutzenstein» in der zwölfteiligen ARD-Comedyserie Damals auf Burg Wutzenstein. Zu seinen letzten Fernsehrollen zählte die des Pfarrers in der Arztserie Dr. Stefan Frank – Der Arzt, dem die Frauen vertrauen.
Ausserdem wirkte er bei vielen Hörspielen als Sprecher mit (u. a. Casanovas Ende, SDR 1991; Der Henker wartet nicht, SDR 1991; Tote schlafen leicht, SDR 1985) und lieh als Synchronsprecher seine Stimme u. a. Daniel Gélin (Der teuflische Mr. Frost) und Michel Piccoli (Gefährliche Züge/Duell ohne Gnade).
Hans Wyprächtiger starb am 6. Mai 2006 in Prien am Chiemsee an den Folgen eines Schlaganfalls.

## Filmografie (Auswahl)
- 1973: Kara Ben Nemsi Effendi
- 1973: Die Tausender-Reportage (9 Folgen)
- 1974: Die Akte Odessa (The Odessa File)
- 1975: Floris von Rosemund (5 Folgen)
- 1975: Ein Fall für Männdli (1 Folge)
- 1976: König Drosselbart
- 1977: Allerleirauh
- 1977: Generale – Anatomie der Marneschlacht
- 1978: Son of Hitler
- 1978: Heidi
- 1979: Miss
- 1980: Fabian
- 1980: Kein Reihenhaus für Robin Hood
- 1980–1981: I. O. B. – Spezialauftrag (26 Folgen)
- 1982: Das As der Asse (L'as des as)
- 1982: Kamikaze 1989
- 1982: Die Sehnsucht der Veronika Voss
- 1985: Der falsche Prinz
- 1986: Auf immer und ewig
- 1986: Der Alte (Tödliche Freundschaft)
- 1987: Diese Drombuschs (4 Folgen)
- 1987: Mrs. Harris fährt nach Moskau
- 1988: Tatort – Die Brüder
- 1988: Die Schwarzwaldklinik (2 Folgen)
- 1989: Die Männer vom K3 – Diamanten machen Freunde
- 1990: Damals auf Burg Wutzenstein
- 1993: Das Geisterhaus (The House of the Spirits)
- 1995: Tatort – Eine mörderische Rolle
- 1997–1999: Dr. Stefan Frank – Der Arzt, dem die Frauen vertrauen
- 1997: Lucie Aubrac
- 1998: Tatort – Am Ende der Welt
- 1999: Beresina oder Die letzten Tage der Schweiz
- 2000: Ade
- 2002: Tauerngold
- 2003: Jennerwein